# Donna Pescow
Donna Pescow (Brooklyn, 24 de março de 1954) é um atriz e diretora de televisão americana.

## Filmografia
- 2010: Cold Case - Nancy Kent '10
- 2007: The Sopranos - Donna Parisi
- 2007: Crossing Jordan - Debbie's Mother
- 2006: One Sung Hero (curta) - Karen
- 2003: The Even Stevens Movie (telefilme) - Eileen Stevens
- 2001: Philly - Ronnie Garfield
- 2000: Partners (telefilme) - Bob's Wife
- 1999: Even Stevens - Eileen Stevens / Bubbie Rose 66 episodes (1999–2003)
- 1999: General Hospital -  Gertrude Morgan (1999–2001)
- 1998: Dead Husbands (telefilme) - Rosemary Monroe
- 1998: Ivory Tower - Bonnie Benitez
- 1997: Pauly - Ariana
- 1997: NYPD Blue - Mrs. Carol Buono
- 1997: Clueless - Sheila Kendall
- 1994: Kenny Kingston Psychic Hotline
- 1987: Glory Years (telefilme) - Norma
- 1986: Jake Speed - Wendy
- 1987: Out of This World - Donna Garland 96 episodes (1987–1991)
- 1986: Murder, She Wrote - Cornelia
- 1985: Mr. Belvedere - Candy
- 1985: Obsessed with a Married Woman (telefilme) - Susan
- 1984: Finder of Lost Loves - Anne Sherman
- 1983: Hotel - Cathy Connelly / Gloria Beck / Susan Garfield   (1983–1987)
- 1983: Fantasy Island - Carol Bowen / Paula Santino    (1983–1984)
- 1983: All My Children - Dr. Lynn Carson
- 1983: Policewoman Centerfold (telefilme) - Sissy Owens
- 1983: Trapper John, M.D. - Linda D'Amico
- 1982: Cassie & Co.
- 1982: The Day the Bubble Burst (telefilme) - Gloria Block
- 1981: Advice to the Lovelorn (telefilme) - Janice Vernon
- 1979: The Love Boat - Connie / Gwen Winters / Irene (1979–1986)
- 1979: Angie - Angie Falco Benson 36 episodes (1979–1980)
- 1978: Rainbow (telefilme) -  Jinnie Gumm
- 1978: Human Feelings (telefilme) - Gloria Prentice
- 1977: One Life to Live - Character Unknown
- 1977: Saturday Night Fever - Annette